# Aldershot
Aldershot je historické město na jihu Anglie, ležící v severovýchodním cípu hrabství Hampshire, asi 50 km jihozápadně od Londýna. K roku 2020 mělo asi 37 131 obyvatel (samotné město). Je sídlem distriktu City of Aldershot, který zahrnuje větší území než město, a součástí oblasti Rushmoor a Farnborough/Aldershot. 

## Historie
Vesnice se poprvé písemně připomíná roku 1086. Dále byla roku 1128 zapsána do majetku cisterciáckého opatství Waverley, jehož mniši kolonizovali dosud pusté území, vykáceli lesy, založili zemědělské usedlosti se sýpkami a zavedli chov ovcí.
Aldershot je znám především jako Domov armády a sportovní centrum. Rozsáhlé sídlo garnisony s kasárnami, observatoří, kostelem a vojenskou nemocnicí bylo založeno ve viktoriánské době (1850), kdy bylo třeba soustředit a vycvičit početné vojsko pro krymskou válku. Výstavba vedla k rozvoji malé obce na město.

## Památky a turistické cíle
- Katedrála Michaela archanděla, stavba s hranolovou věží v průčelí, založená ve 12. století, po požáru ve 13. století přestavěná na trojlodní gotickou baziliku; údajně je v ní pohřbená Nell Gwynová, milenka anglického krále Karla II.
- Royal Garrison Church – vojenský kostel Všech svatých
- Cambridgeská vojenská nemocnice – novorenesanční stavba, největší ve městě (v infoboxu horní foto)
- Budova poštovního úřadu ze 60. let 19. století
- Brickfields Country Park – přírodní rezervace[2]
- Jezdecký pomník Arthura Wellesleye, vévody z Wellingtonu, bronz (1846), výška 9,1 m, délka 7,9 m; sochař Matthew Cotes Wyatt jej dal odlít z děl ukořistěných Brity v bitvě u Waterloo, pomník stál původně v Londýně na rohu Hyde Parku, královně Viktorii rušil výhled z Buckinghamského paláce, proto byl roku 1885 převezen do Aldershotu.
- Astronomická observatoř
- Smith-Dorrien House

## Sport
Na sportovním věhlasu se podílely letní olympijské hry roku 1948, při nichž se město stalo dějištěm jezdeckých závodů a moderního pětiboje. Sídlí zde fotbalový klub Aldershot Town FC.

## Osobnosti
- Claude Auchinleck (1884–1981), britský polní maršál, hrdina druhé světové války
- Martin Freeman - britský herec
- Ben Norris - britský herec a komik
- Ian McEwan - britský spisovatel